# Jordan Miller
Pour les articles homonymes, voir Jordan et Miller.
Jordan Tyler Miller, né le  23 janvier 2000 à Anaheim en Californie, est un joueur américain de basket-ball évoluant au poste d'ailier et mesurant 1,94 m.

## Biographie

### Carrière universitaire
Entre 2018 et 2021, il joue pour les Patriots de George Mason à l'université George-Mason.
Entre 2021 et 2023, il joue pour les Hurricanes de Miami à l'université de Miami.
Le 5 avril 2023, il annonce qu'il se présente à la draft 2023 de la NBA.

### Carrière professionnelle

#### Clippers de Los Angeles (depuis 2023)
Le 22 juin 2023, il est choisi en 48e position par les Clippers de Los Angeles lors de la draft 2023 de la NBA.
Il signe un contrat two-way de deux saisons, début août 2023. En mars 2025, son contrat two-way est converti en un contrat standard.

## Palmarès

### Universitaire
- Second-team All-ACC en 2023
- Third-team All-Atlantic 10 en 2021

## Statistiques

### Universitaires
| Saison    | Équipe       | Matchs | Titul. | Min./m | % Tir | % 3pts | % LF | Rbds/m. | Pass/m. | Int/m. | Ctr/m. | Pts/m. |
| --------- | ------------ | ------ | ------ | ------ | ----- | ------ | ---- | ------- | ------- | ------ | ------ | ------ |
| 2018-2019 | George Mason | 17     | 16     | 29,6   | 61,2  | 33,3   | 61,7 | 7,06    | 0,65    | 0,82   | 0,76   | 10,41  |
| 2019-2020 | George Mason | 32     | 32     | 32,4   | 44,8  | 33,0   | 70,1 | 5,25    | 1,44    | 1,06   | 0,16   | 12,66  |
| 2020-2021 | George Mason | 20     | 18     | 33,1   | 46,3  | 33,3   | 77,5 | 6,05    | 2,00    | 0,95   | 0,35   | 15,75  |
| 2021-2022 | Miami        | 36     | 31     | 30,7   | 56,1  | 29,2   | 70,6 | 5,94    | 1,11    | 1,75   | 0,56   | 10,03  |
| 2022-2023 | Miami        | 37     | 37     | 34,8   | 54,5  | 35,2   | 78,4 | 6,22    | 2,68    | 1,22   | 0,41   | 15,30  |
| Carrière  | Carrière     | 142    | 134    | 32,4   | 51,5  | 32,9   | 72,9 | 6,01    | 1,66    | 1,23   | 0,42   | 12,85  |